# مارتي كونلون
مارتي كونلون (بالإنجليزية: Marty Conlon)‏ مواليد 19 يناير 1968 في ذا برونكس، هو لاعب كرة سلة أيرلندي معتزل. بدأ مسيرته الاحترافية في سنة 1990. يبلغ طوله 6 قدم 10 بوصة (2.1 م). اعتزل اللعب في 2005.

## المسيرة الاحترافية
لعب مع لو مان سارت باسكت في الدوري الفرنسي في سنة 1990، ثم لعب مع سياتل سوبرسونيكس في موسم 1991–92 ، ثم لعب مع سكرامنتو كينغز في موسم 1992–93 ، ثم لعب مع شارلوت هورنتس في موسم 1993–94 ، ثم لعب مع واشنطن ويزاردز في موسم 1993–94 ، ثم لعب مع ميلووكي باكز من سنة 1994 إلى 1996، ثم لعب مع بوسطن سيلتكس في موسم 1996–97 ، ثم لعب مع ميامي هيت من سنة 1997 إلى 1999، ثم لعب مع لوس أنجلوس كليبرز في موسم 1999–00 .

## روابط خارجية
- مارتي كونلون على موقع إن بي أي (الإنجليزية)
- مارتي كونلون على موقع سبورتس رفرنس (الإنجليزية)
- مارتي كونلون على موقع الدوري الإسباني لكرة السلة (الإسبانية)
- مارتي كونلون على موقع كرة السلة الأوروبية.كوم (الإنجليزية)
- مارتي كونلون على موقع كلية كرة السلة في سبورتس رفرنس.كوم (الإنجليزية)
- مارتي كونلون على موقع ريلجم (الإنجليزية)
- مارتي كونلون على موقع بروبوليرز (الإنجليزية)